# Дисереброевропий
Дисереброевропий — бинарное неорганическое соединение, интерметаллид
серебра и европия
с формулой EuAg2,
кристаллы.

## Получение
- Сплавление стехиометрических количеств чистых веществ:

{\displaystyle {\mathsf {2Ag+Eu\ {\xrightarrow {792^{o}C}}\ Ag_{2}Eu}}}

## Физические свойства
Дисереброевропий образует кристаллы
ромбической сингонии, пространственная группа I mma, параметры ячейки a = 0,4785 нм, b = 0,7536 нм, c = 0,8168 нм, Z = 4,
структура типа димедьцерия CeCu2
.
Соединение конгруэнтно плавится при температуре выше 792 °C.